# Stefania Quinzani
Stefania Quinzani, właśc. Stefana Quinzani (ur. w 1457, zm. 2 stycznia 1530) – włoska tercjarka dominikańska i stygmatyczka. Błogosławiona Kościoła katolickiego.

## Życiorys
Stefania urodziła się w pobożnej, ale biednej rodzinie w Brescia, na północy Włoch. Zarabiała na życie pracując jako służąca. Jej ojciec, Lorenzo Quinzani został dominikaninem, kiedy Stefania była bardzo młoda. Podczas odwiedzin w klasztorze, Stefania poznała stygmatyka, brata Mateusza Carrieriego, który nauczał ją katechizmu. Zakonnik oznajmił jej, że jest jego "duchową spadkobierczynią".
Stefania od siódmego roku życia doznawała wizji świętych. Złożyła śluby ubóstwa, czystości i posłuszeństwa Jezusowi. Na znak mistycznych zaślubin otrzymała pierścień.
Gdy miała czternaście lat, Carrieri zmarł. Wkrótce potem Stefania doznała wizji zakonnika i została obdarzona stygmatami.
W 1472 wstąpiła do dominikanek. Założyła wspólnotę Sióstr Trzeciego Zakonu Dominikanek w Soncino. Tam pełniła funkcję matki przełożonej.
W mistycznych przeżyciach doświadczała różnych etapów męki Chrystusa. O wiarygodności ekstaz świadczą zeznania dwudziestu jeden świadków z 1497, które przetrwały do dziś. Źródła podają, że chociaż Stefania była kobietą o dyskusyjnej urodzie, miała wspaniałe włosy, które wyrywała razem z cebulkami.
Stefania była szczególną czcicielką świętego Tomasza z Akwinu. Aby przezwyciężyć pokusę nieczystego myślenia, rzuciła się na wóz wypełniony cierniami, na wzór ulubionego świętego. Według legendy, po tej wyczerpującej pokucie modliła się do świętego Tomasza i została przepasana sznurem przez aniołów, którzy zawiązali go tak ściśle wokół talii, że zakonnica płakała z bólu.
Choć nie miała formalnego teologicznego wykształcenia, mogła mówić o teologii na zaawansowanym poziomie. Według tradycji miała dar czytania w myślach, rozpoznawania uczuć ludzi, uzdrawiania i proroctwa. Dokładnie przepowiedziała datę swojej śmierci.

## Kult
Grób Stefanii stał się miejscem pielgrzymek. Jej kult został spopularyzowany przez dominikanów: Bartholomeo'a z Mantua i Battista z Salò. Łacińska biografia Stefanii przez nich napisana została zagubiona. Do dzisiejszego dnia zachowała się późniejsza, włoska wersja tekstu, łącząca obie noty biograficzne.
14 grudnia 1740 papież Benedykt XIV zezwolił na publiczny kult błogosławionej Stefanii Quinzani. Wspomnienie liturgiczne w Kościele katolickim obchodzone jest 2 stycznia.